# شمارش پرندگان کریسمس

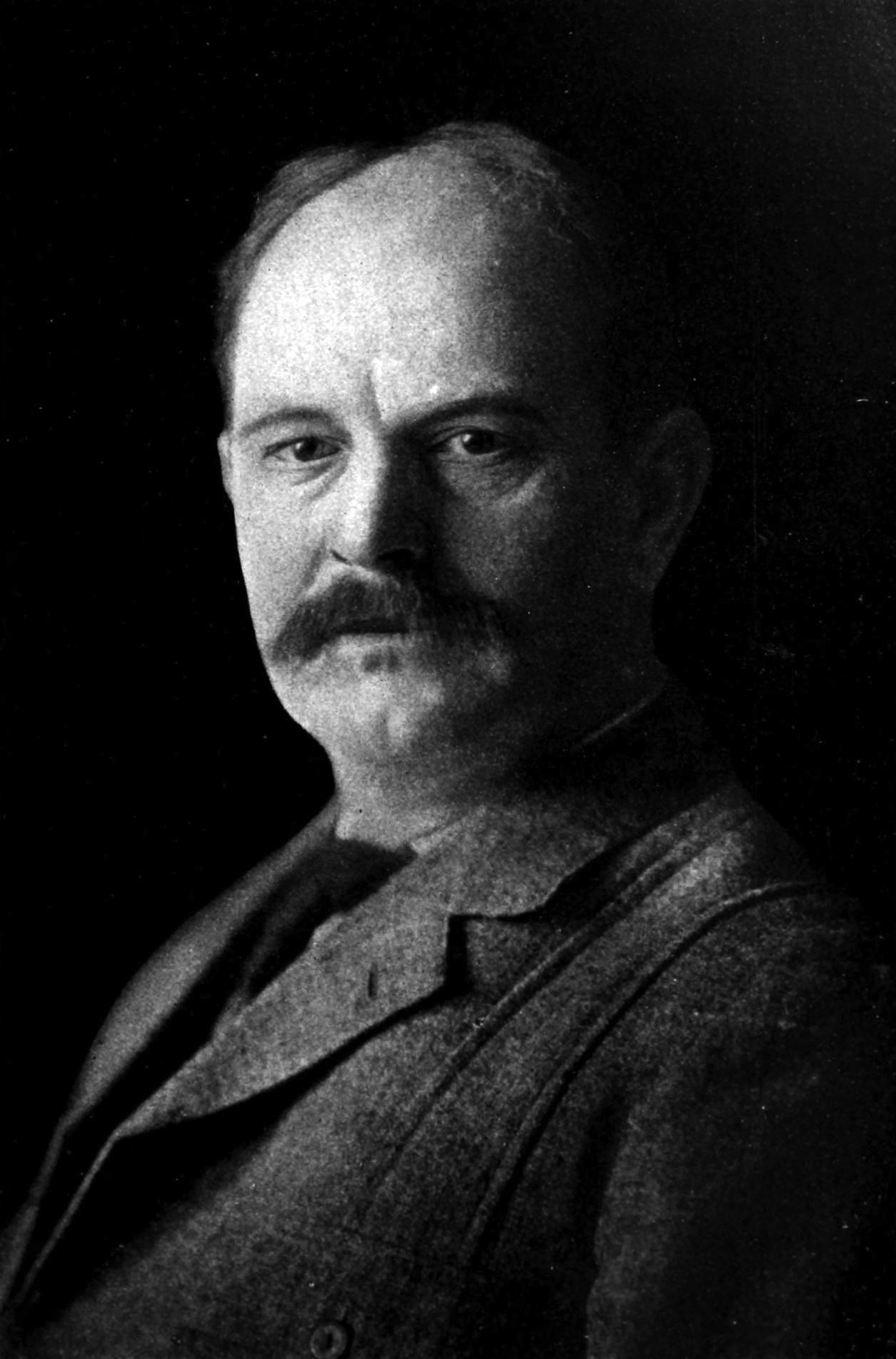
فرانک چاپمن، نخستین بار شمارش پرندگان کریسمس را پیشنهاد کرد.

شمارش پرندگان کریسمس (به انگلیسی: (Christmas Bird Count (CBC) یک سرشماری از پرندگان در نیمکره غربی است که سالانه در اوایل زمستان در نیمکره شمالی توسط پرنده‌نگران داوطلب انجام می‌شود و توسط انجمن ملی آدبان اداره می‌شود. هدف ارائه داده‌های جمعیتی برای استفاده در علم، به‌ویژه زیست‌شناسی حفاظتی است، اگرچه بسیاری از مردم برای تفریح در آن شرکت می‌کنند. شمارش پرندگان کریسمس طولانی‌ترین نظرسنجی دانش شهروندی در جهان است.
در سدهٔ نوزدهم، بسیاری از مردم آمریکای شمالی در سنت کریسمس «شکار جانبی» شرکت کردند، که در آن آنها بر سر شمارش پرندگانی که می‌توانند بکشند به رقابت پرداختند. در دسامبر ۱۹۰۰، پرنده‌شناس آمریکایی فرانک چاپمن، بنیانگذار Bird-Lore (که به مجله Audubon تبدیل شد)، پیشنهاد کرد که به جای کشتن پرندگان در کریسمس، آنها را شمارش کنند.
یافته‌هایی که داده‌های مربوط به محدوده زمستانی پرندگان را فراهم می‌کند، مکمل یافته‌های بررسی‌های پرندگان زادآور است.